# Afrolaophonte pori
Afrolaophonte pori är en kräftdjursart som beskrevs av Masry 1970. Afrolaophonte pori ingår i släktet Afrolaophonte och familjen Laophontidae. Inga underarter finns listade i Catalogue of Life.